# Stadthäuser in Leipzig

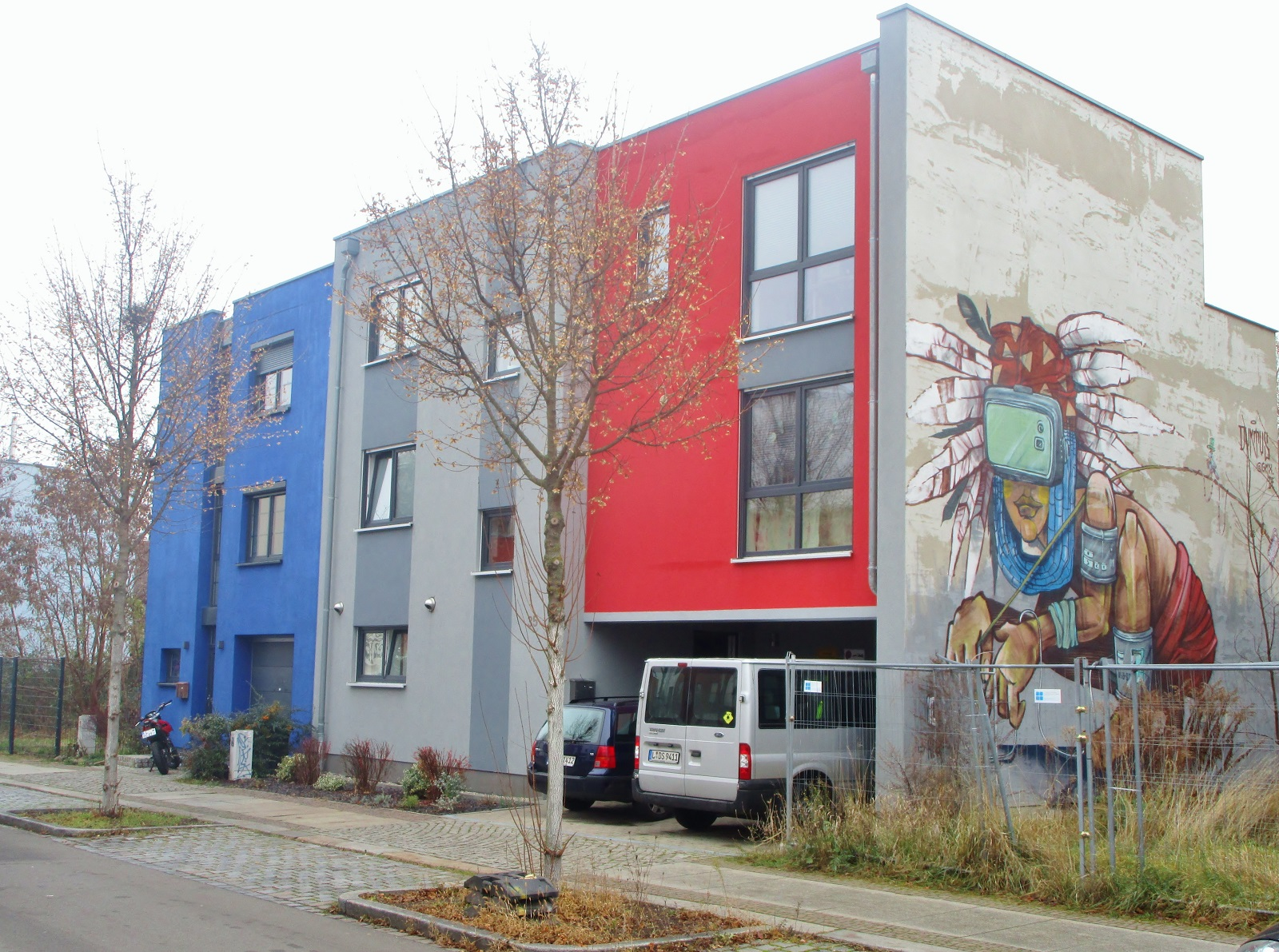
Leipziger Stadthäuser in der Anna-Kuhnow-Straße

Stadthäuser in Leipzig sind ein innovativer Bautyp in der verdichteten Stadt. In Anlehnung an das angelsächsische Muster des Townhouse wurden von 2005 bis 2015 in Leipzigs innerer Stadt 450 solcher Einfamilienhäuser gebaut.

## Anlass für die Entwicklung dieser Bautypologie
Anlass für die Entwicklung einer neuen Bautypologie war der gravierende Bevölkerungsverlust, den die Stadt Leipzig zwischen 1993 und 2003 hinnehmen musste. Sie verlor in dieser Zeit durchschnittlich 10.000 Einwohner im Jahr an das direkte Umland, wo sie sich häufig Einfamilienhäuser errichteten, was sie in den Gründerzeitvierteln von Leipzig nicht konnten. Als Reaktion darauf ließ die Stadt einen besonderen Typ Einfamilienhaus entwickeln, der an bestimmten Standorten der inneren Stadt zugelassen werden konnte. Die innere Stadt umgibt das Zentrum von Leipzig in einem Radius von rund 4 Kilometern. 2003 waren schließlich rund 50 für den Bau von Stadthäusern geeignete Standorte definiert und mit Steckbriefen versehen. Die Stadt bot Bauwilligen eigene Grundstücke zu günstigen Konditionen an. Die Pilotprojekte lagen in den Ortsteilen Connewitz, Plagwitz und Gohlis, die eine Orientierung zum Auewald haben, der die Stadt in ganzer Länge durchzieht.

## Typologie
In der gründerzeitlich geprägten Leipziger Stadtstruktur fanden sich dafür kaum Vorbilder, allenfalls in der Siedlung Marienbrunn und in Siedlungsstrukturen an den Auenwaldrändern. Die Leipziger Stadtstruktur war zu diesem Zeitpunkt im Ergebnis der vergangenen 60 Jahre durch brach liegende, ruinöse und leere Grundstücke mehr oder weniger stark perforiert. Es gab Lücken, die gefüllt werden konnten. Dafür wurden in einer Broschüre der Stadt die folgenden vier Typologien entwickelt:
Die Einfamilienhaus-Siedlung
Auf größeren freien Grundstücken konnten 15 bis 25 Häuser in einem räumlichen Kontext zusammen geplant werden.
Das Baulückenstadthaus
Dieses musste sich in die Nachbarschaft gestalterisch und in der Bauhöhe akzeptabel einordnen. Dafür bedurfte es in der Regel mindestens einer viergeschossigen Bauform, wobei das oberste Geschoss auch als Dachterrasse mit einem entsprechenden abschließenden Traufbalken ausgebildet werden konnte.
Die Reihenhaus-Zeile
Sie besteht aus 4 bis 15 Häusern je nach Größe der Baulücke, in einem möglichst einheitlichen Stil. Die Zeile soll abgetreppt oder auch durch eine opulente Dachterrasse an die Traufhöhe der vorhandenen Bebauung anschließen.
Hausgruppe und freistehendes Einfamilienhaus
Diese Typologie bildet wegen der Kostbarkeit von Flächen in der inneren Stadt die große Ausnahme. Sie ist nur dann möglich gewesen, wenn Grünflächen angrenzen und deshalb keine Abstandsflächen zu bebauten Nachbargrundstücken mit erworben werden mussten. Es wurden zwar einige solcher Häuser realisiert, aber nur in einem sehr gehobenen Preissegment.

## Kosten
In diesen Jahren waren die Grundstückspreise wegen der vielen Wegzüge vergleichsweise günstig. In der bereits zitierten Broschüre der Stadt werden als Kosten für die Bauherren eines solchen Stadthauses im Mittel 240.000 bis 315.000 Euro genannt, plus ca. 50.000 Euro bei Passivhaus-Bauweise.

## Erfolg des Programms
Als die Broschüre erschien, lief das Programm schon einige Jahre. Zu diesem Zeitpunkt gab es bereits ein Einwohnerplus von 50.000 seit 1998. Durch das Stadthausprogramm, das sich an Selbstnutzer wendete, blieben über 400, zumeist junge Familien in der Stadt. In Leipzig war der Markt im Altbau ansonsten besonders durch westdeutsche Anleger geprägt. Hier bot das Selbstnutzerprogramm der Stadt eine Alternative. Karsten Gerkens, Leiter des Amtes für Stadterneuerung und Wohnungsbauförderung, hob in der Broschüre die große Wirkung des Programms auf das urbane Gefüge hervor, mit einem vergleichsweise geringen Anteil öffentlicher Mittel.

## Beispiele für Leipziger Stadthäuser

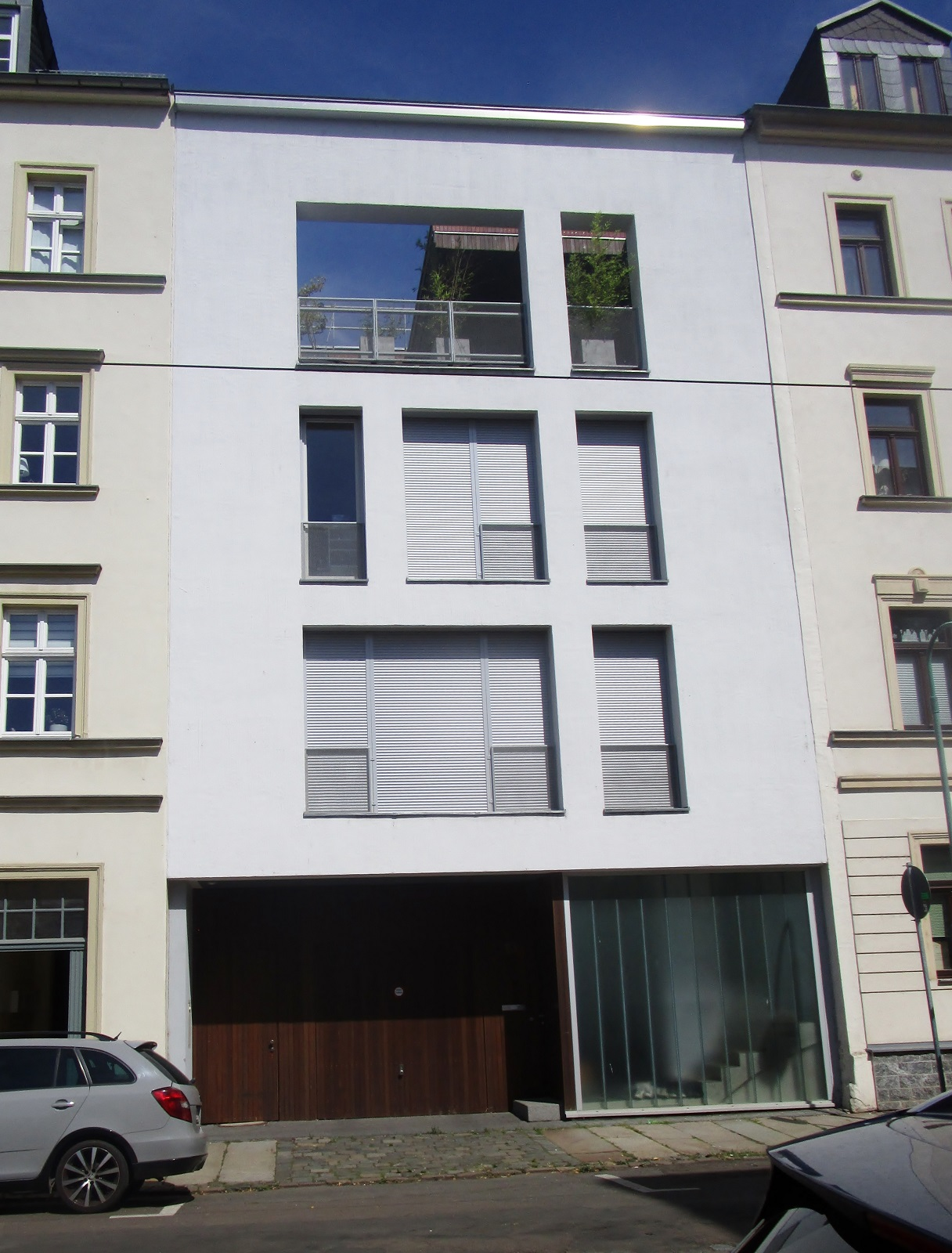
Baulücke mit Stadthaus geschlossen, Fregestraße
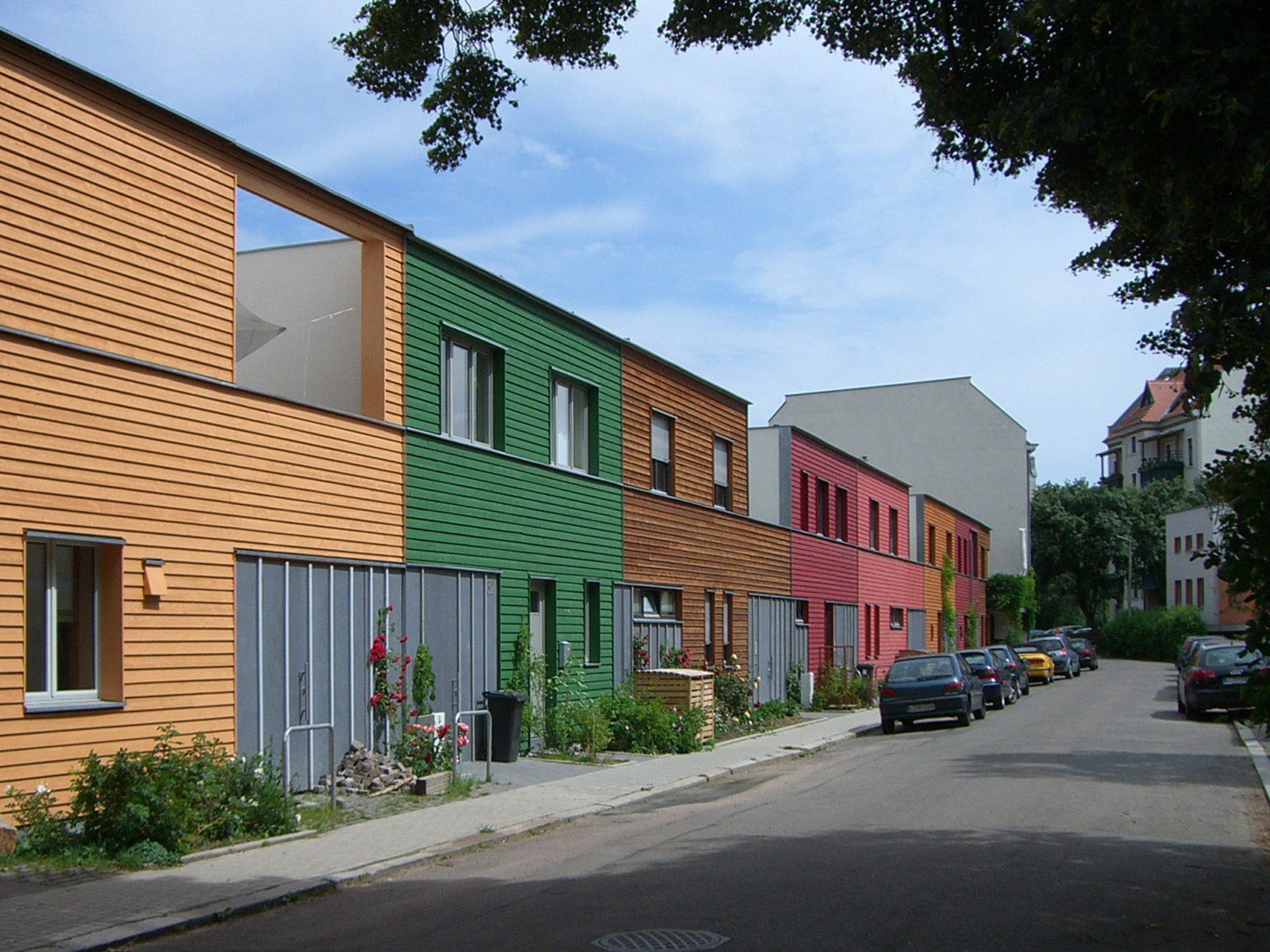
Roßmäßlerstraße (Connewitz)
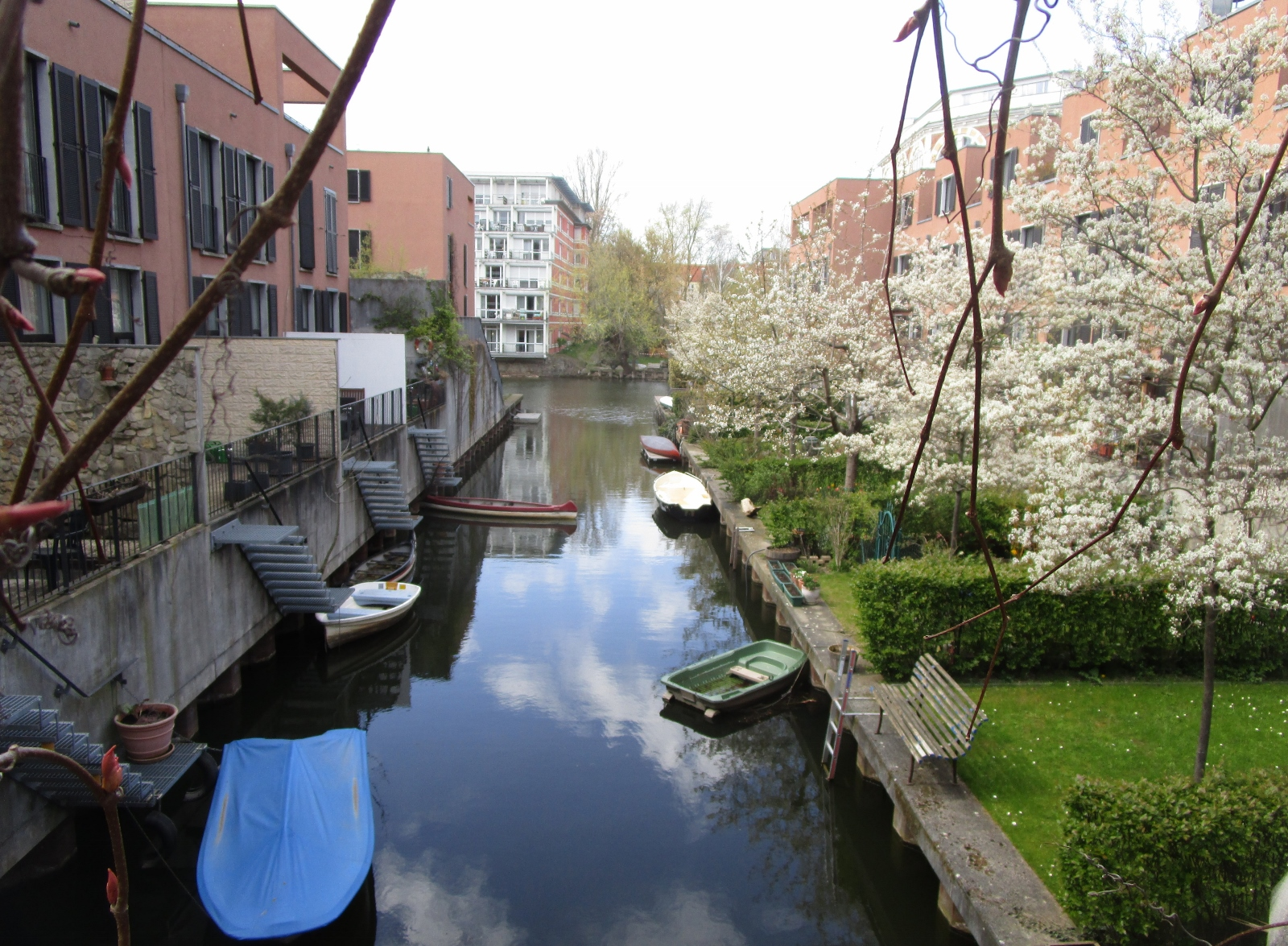
Mit Wasseranschluss in Schleußig
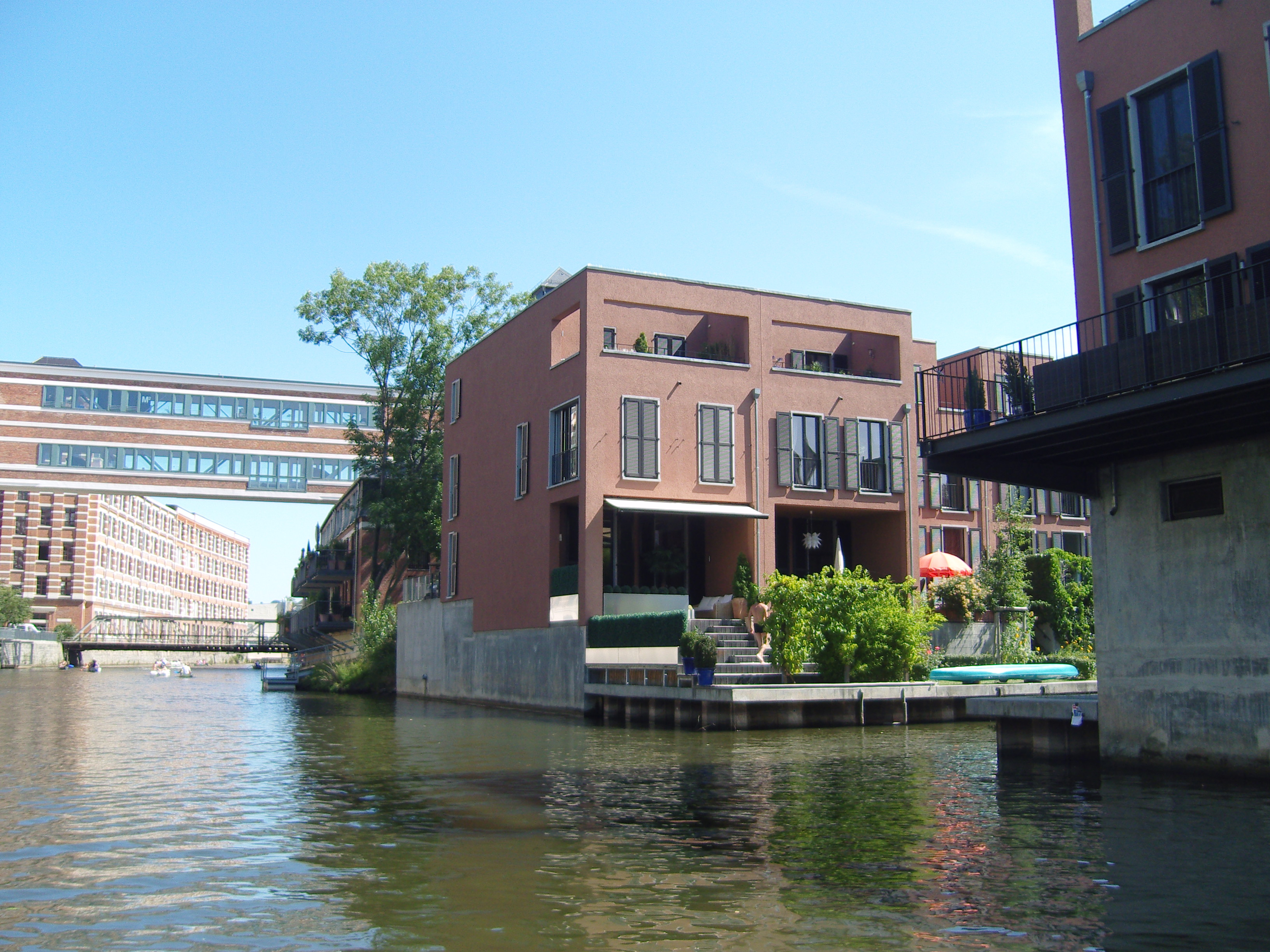
Nochmals Schleußig, an der Weißen Elster
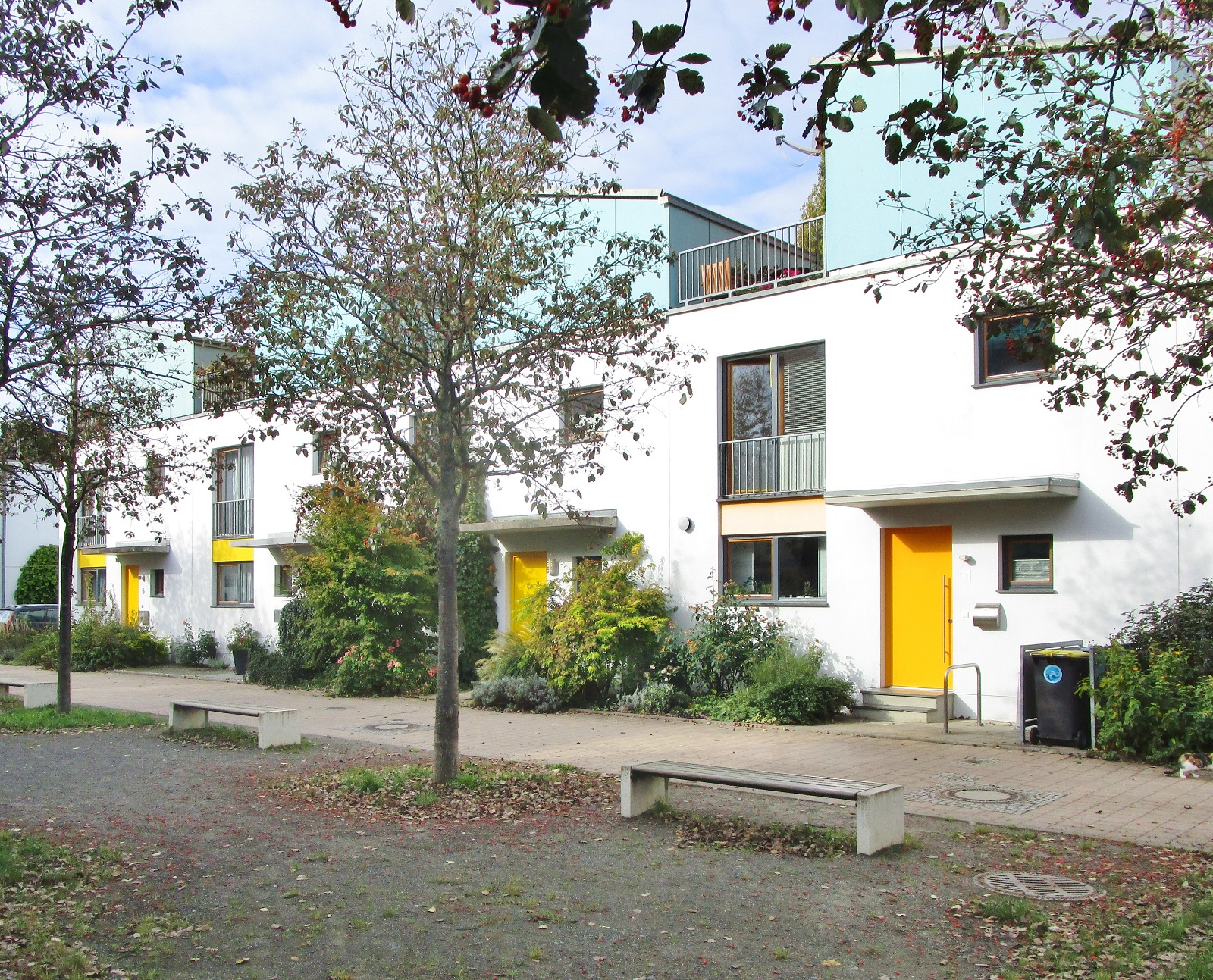
Stadthäuser in der Schmutzlerstraße (Gohlis)
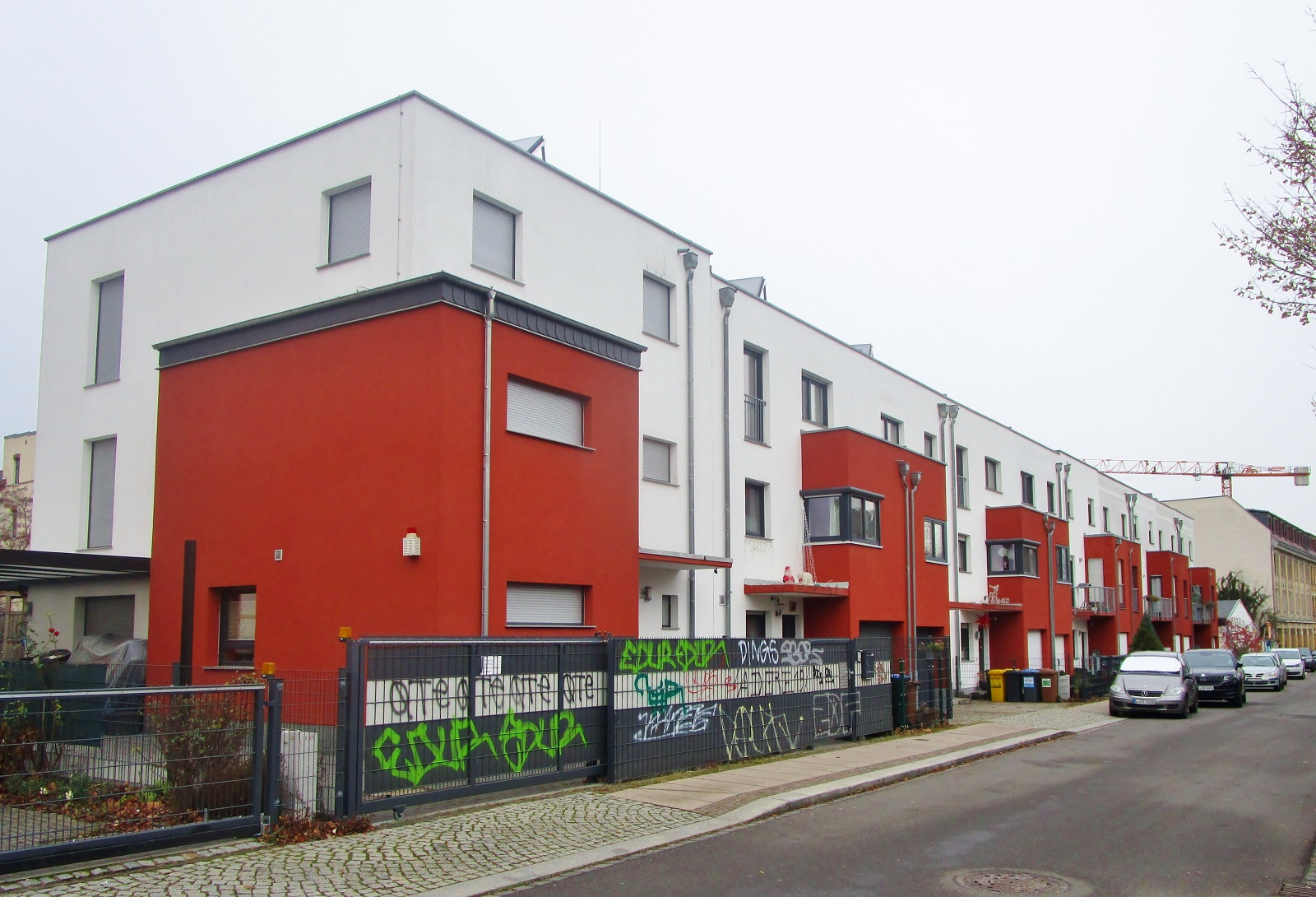
In der Anna-Kuhnow-Straße in Reudnitz
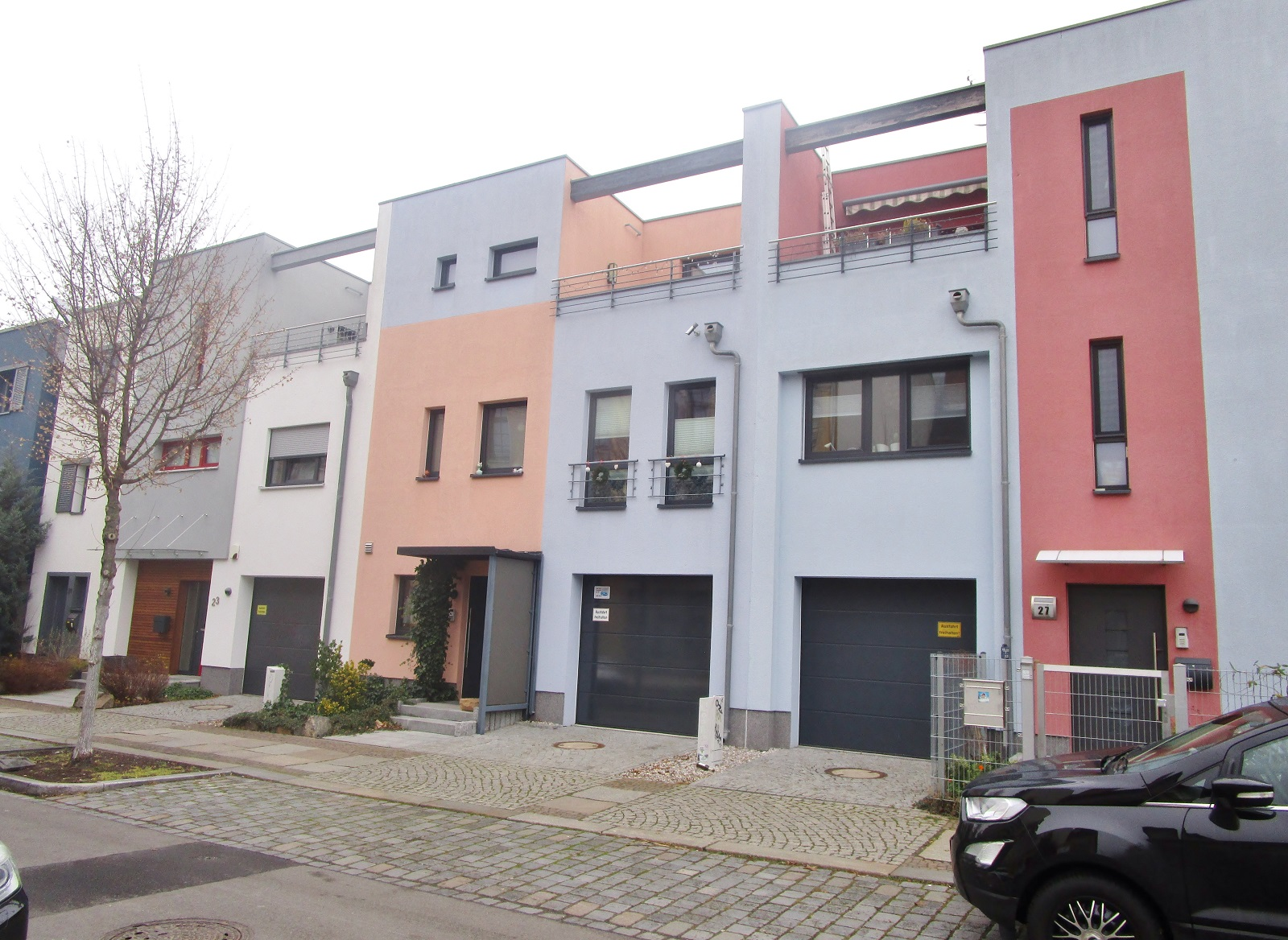
Ebenfalls Anna-Kuhnow-Straße
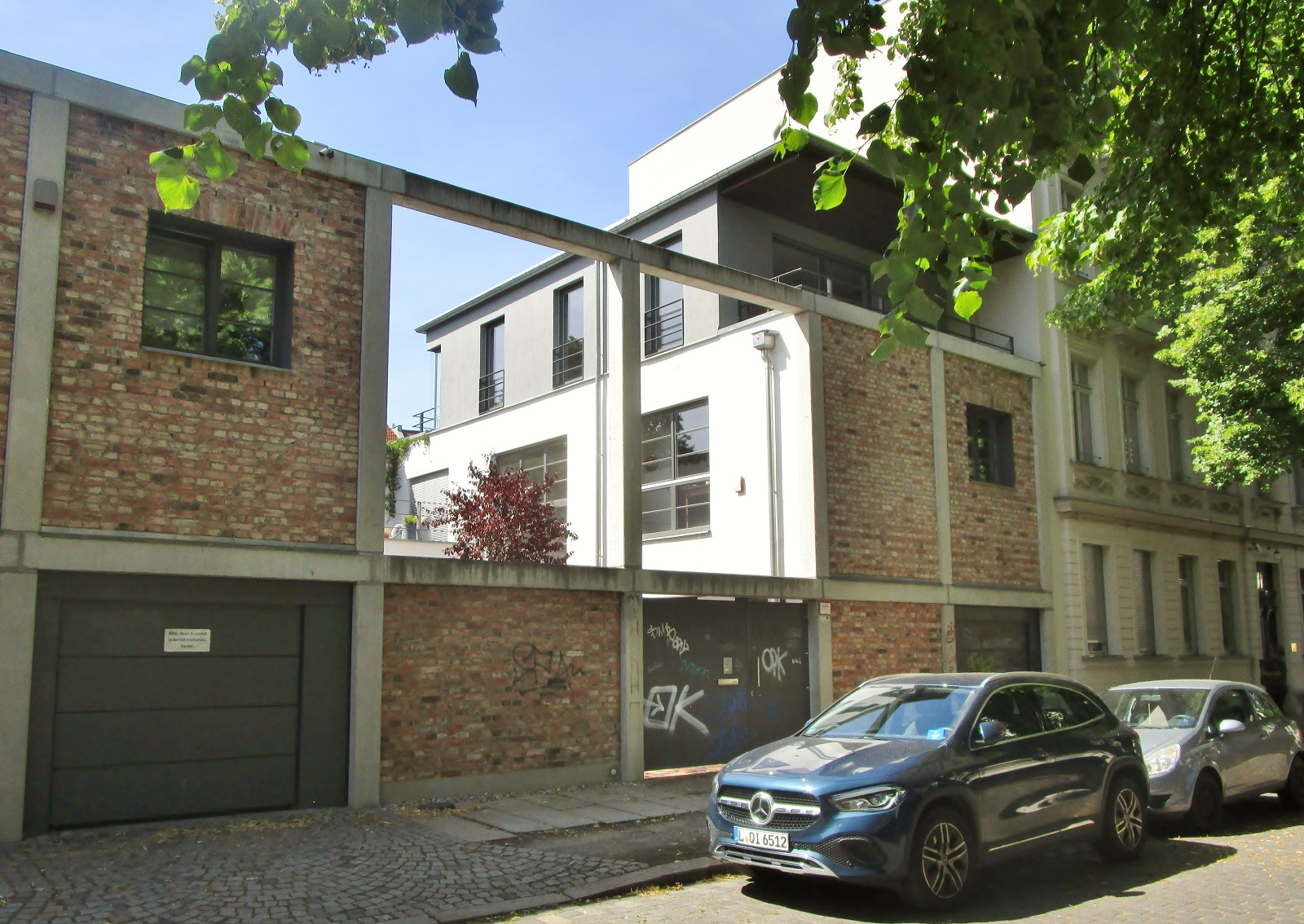
Stadthaus in der Audorfstraße
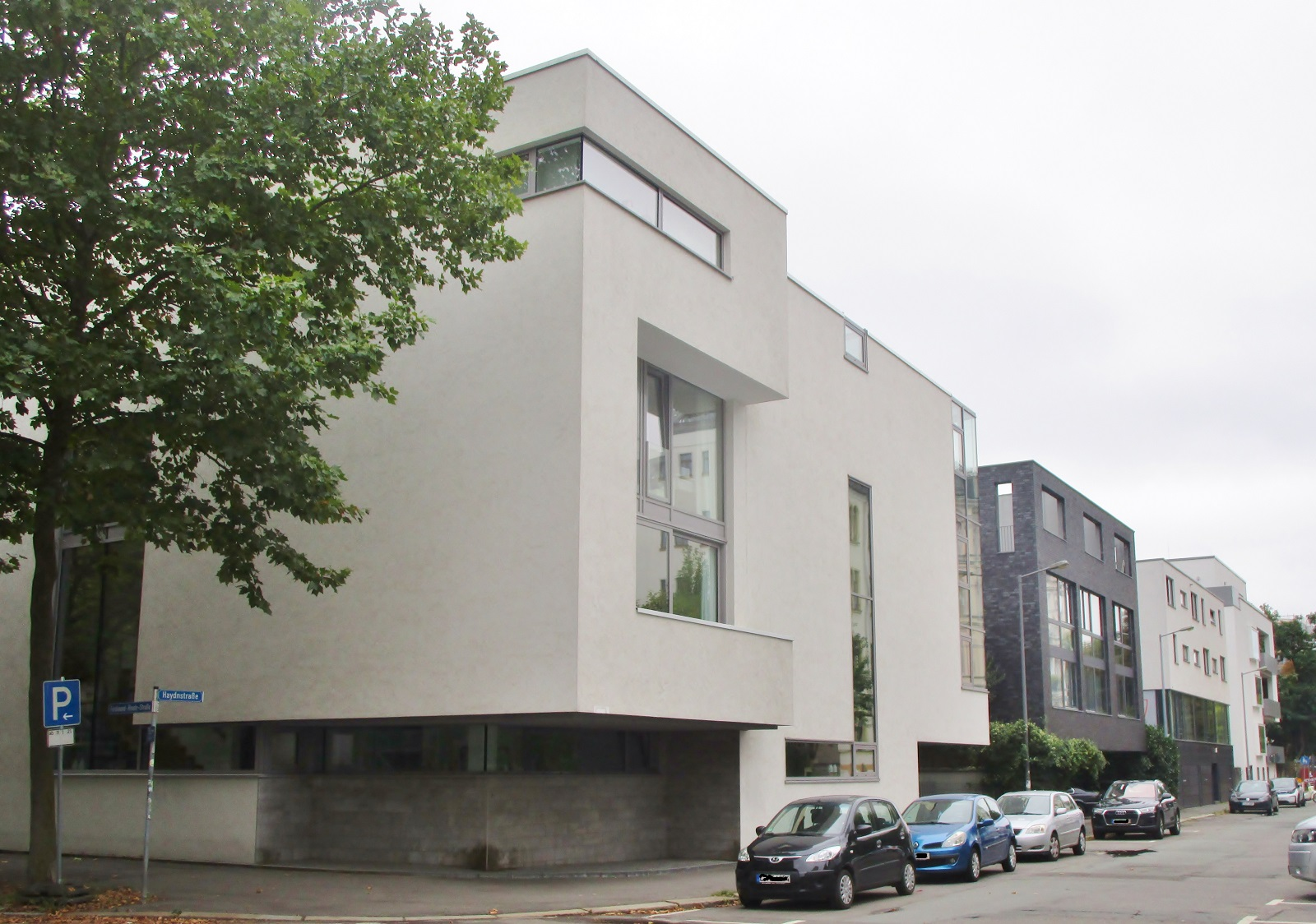
Stadthäuser in der Haydnstraße
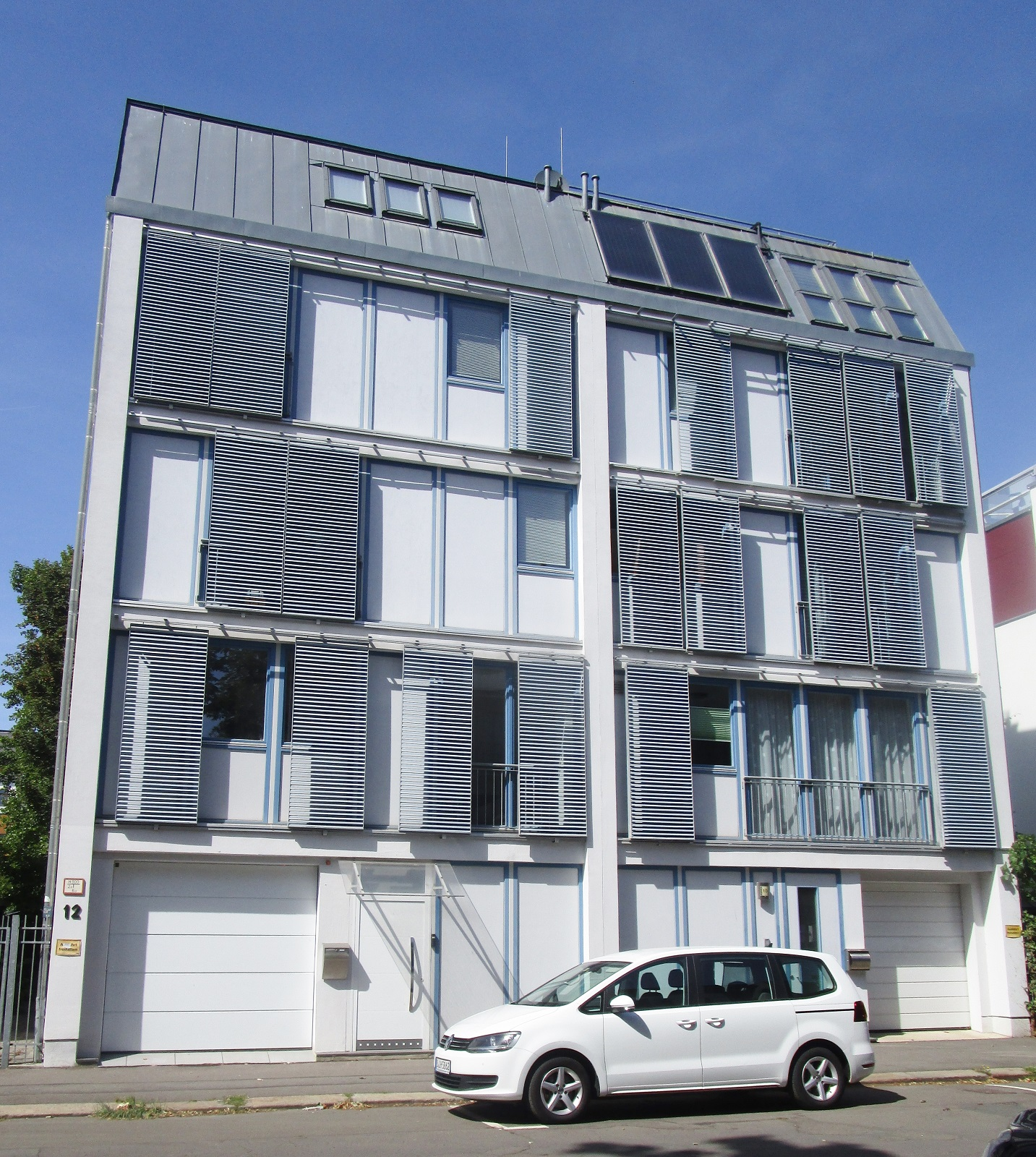
Zwei Stadthäuser im Musikviertel

## Kritik
Die Kritik thematisiert den Widerspruch zwischen den städtebaulichen Strukturen der Vorstadt und denen der Kernstadt. Einfamilienhäuser stünden im Widerspruch zu den Nutzungsüberlagerungen, der Verdichtung und der baulichen Höhe der inneren Stadt. Sie entsprechen der Vorstadt, aber nicht der Kernstadt. Um dem zu entgehen, sieht die Typologie der Stadthäuser sehr schmale Grundrisse vor und eine Stapelung über drei bis vier Geschosse in die Höhe. Henry Fenzlein lässt seine kritische Auffassung erkennen, wenn er schreibt: „Im Ergebnis ist lange nicht jedes Stadthaus Leipzigs ein bereichernder Erfolg für das Stadtbild“. Dagegen schreibt der damalige Baubürgermeister (2006–2013), Martin zur Nedden, im Vorwort der Broschüre der Stadt: „Nach gut zehn Jahren Stadthaus-Projektentwicklung lässt sich meines Erachtens eine durchgängig positive Bilanz ziehen. Dies in mehrerlei Hinsicht: Stärkung der Innenentwicklung der Stadt, nachhaltige Stadtreparatur, Stabilisierung und Diversifizierung der Wohngebietsqualitäten, Initiierung neuer Entwicklungen in brach liegenden Bereichen und vieles mehr.“ Der Architekt Andreas Wolf bewertet das Konzept in der Broschüre als städtebaulich richtig gegen die Zersiedelungseffekte am Stadtrand und sieht gestalterische Brüche als unvermeidlich an, die sich vielerorts aber positiv als stadträumliche Belebung auswirken.

## Auszeichnungen
2006 erhielten die Stadthäuser in Leipzig den Sonderpreis des Deutschen Städtebaupreises. (unter dem Titel: „Temporäre Nutzungen in urbanen Räumen – Stadthalten“) Folgende Stadthäuser wurden durch den Architekturpreis der Stadt Leipzig gewürdigt:
- 2006 lobende Erwähnung für die Gartenhofhäuser Pfeffinger Straße (Architekten: Hertrampf – Niehues Architekten, Leipzig, Bauherr: Leipziger „Selbstnutzer“)
- 2006 Architekturpreis für die Sweetwater-Stadthäuser an der Weißen Elster (Architekten: Weis & Volkmann Architekten, Leipzig, mit Ernst Scharf, Arch 42, Berlin, Bauherr: WEL-Haus GmbH, Bernburg – Leipzig)
- 2007 Architekturpreis für das Stadthaus Fregestraße (Architekten: Hobusch + Kuppardt Architekten, Leipzig, Bauherr: Familie Sander, Leipzig)
- 2013 Architekturpreis für die Gartenhofhäuser Audorfstraße (Architekten: Langheinrich + Manke Architektur, Leipzig, Bauherr: Niklas/Nikolaus; von Radowitz; Hieronymus, Leipzig)